# Okręg wyborczy Middlesex
Okręg wyborczy Middlesex powstał w 1295 r. i wysyłał do angielskiej, a następnie brytyjskiej, Izby Gmin dwóch deputowanych. Okręg obejmował historyczne hrabstwo Middlesex. Został zlikwidowany w 1885 r.

## Deputowani do brytyjskiej Izby Gmin z okręgu Middlesex

### Deputowani w latach 1295–1660
- 1295: William de Brook
- 1295: Stephen de Gravesend
- 1296: Richard de Wyndesor
- 1296–1306: Richard le Rous
- 1510: Thomas Lovell
- 1523: Thomas More
- 1529–1536: Robert Wroth
- 1529–1536: Richard Hawkes
- 1539–1540: Ralph Sadler
- 1539–1544: Robert Cheeseman
- 1542–1544: John Hughes
- 1545–1547: William Paget
- 1545–1553: Thomas Wroth
- 1547–1552: John Newdigate
- 1553: Robert Bowes
- 1553–1555: Edward Hastings
- 1553–1554: John Newdigate
- 1554–1559: Roger Cholmley
- 1558: John Newdigate
- 1559–1567: Thomas Wroth
- 1563–1567: William Cordell
- 1571: Francis Newdigate
- 1571: John Newdigate
- 1572–1601: Robert Wroth
- 1572–1585: Owen Hopton
- 1586–1589: William Fleetwood
- 1593: Francis Bacon
- 1597–1598: John Peyton
- 1601–1601: John Fortescue of Salden
- 1604–1611: W. Fleetwood
- 1604–1611: R. Wroth
- 1614: J. Caesar
- 1614: T. Lake
- 1621–1622: F. Darcy
- 1621–1626: Gilbert Gerard
- 1624–1625: J. Sucklyn
- 1625: J. Francklyn
- 1626: E. Spencer
- 1628–1629: F. Darcy
- 1628–1629: H. Spiller
- 1640–1648: J. Francklyn
- 1654–1655: James Harington
- 1659: Francis Gerard

### Deputowani w latach 1660–1885
- 1660–1679: Lancelot Lake
- 1660–1661: William Waller
- 1661–1679: Thomas Allen
- 1679–1681: Robert Peyton
- 1679–1685: William Roberts
- 1681–1681: Robert Atkyns
- 1681–1685: Nicholas Raynton
- 1685–1695: Charles Gerard
- 1685–1695: Ralph Hawtrey
- 1695–1696: Edward Russell
- 1695–1701: John Wolstenholme
- 1696–1698: John Bucknall
- 1698–1705: Warwick Lake
- 1701–1701: Hugh Smithson, torysi
- 1701–1702: John Austen, wigowie
- 1702–1705: Hugh Smithson, torysi
- 1705–1710: Scorie Barker
- 1705–1709: John Wolstenholme
- 1709–1710: John Austen, wigowie
- 1710–1734: James Bertie, torysi
- 1710–1722: Hugh Smithson, torysi
- 1722–1727: John Austen, wigowie
- 1727–1740: Francis Child, torysi
- 1734–1742: William Pulteney, wigowie
- 1740–1750: Hugh Percy, torysi, od 1747 wigowie
- 1742–1747: Roger Newdigate, torysi
- 1747–1768: William Beauchamp-Proctor, wigowie
- 1750–1768: George Cooke, torysi
- 1768–1769: John Wilkes, radykałowie
- 1768–1779: John Glynn, wigowie
- 1769–1774: Henry Luttrell, torysi
- 1774–1790: John Wilkes, radykałowie
- 1779–1780: Thomas Wood, wigowie
- 1780–1784: George Byng, wigowie
- 1784–1802: William Mainwaring, torysi
- 1790–1847: George Byng, wigowie
- 1802–1804: Francis Burdett, wigowie
- 1804–1805: George Boulton Mainwaring, torysi
- 1805–1806: Francis Burdett, wigowie
- 1806–1806: George Boulton Mainwaring, torysi
- 1806–1820: William Mellish, torysi
- 1820–1830: Samuel Charles Whitbread, wigowie
- 1830–1837: Joseph Hume, radykałowie, od 1832 wigowie
- 1837–1847: Thomas Wood, Partia Konserwatywna
- 1847–1857: lord Robert Grosvenor, wigowie
- 1847–1857: Ralph Bernal Osborne, wigowie
- 1857–1867: Robert Culling Hanbury, Partia Liberalna
- 1857–1874: George Byng, wicehrabia Enfield, Partia Liberalna
- 1867–1868: Henry Labouchère, Partia Liberalna
- 1868–1885: George Hamilton, Partia Konserwatywna
- 1874–1885: Octavius Edward Coope, Partia Konserwatywna